# Panaxia dominula
Panaxia dominula är en fjärilsart som beskrevs av Carl von Linné 1758. Panaxia dominula ingår i släktet Panaxia och familjen björnspinnare. Inga underarter finns listade i Catalogue of Life.

## Bildgalleri

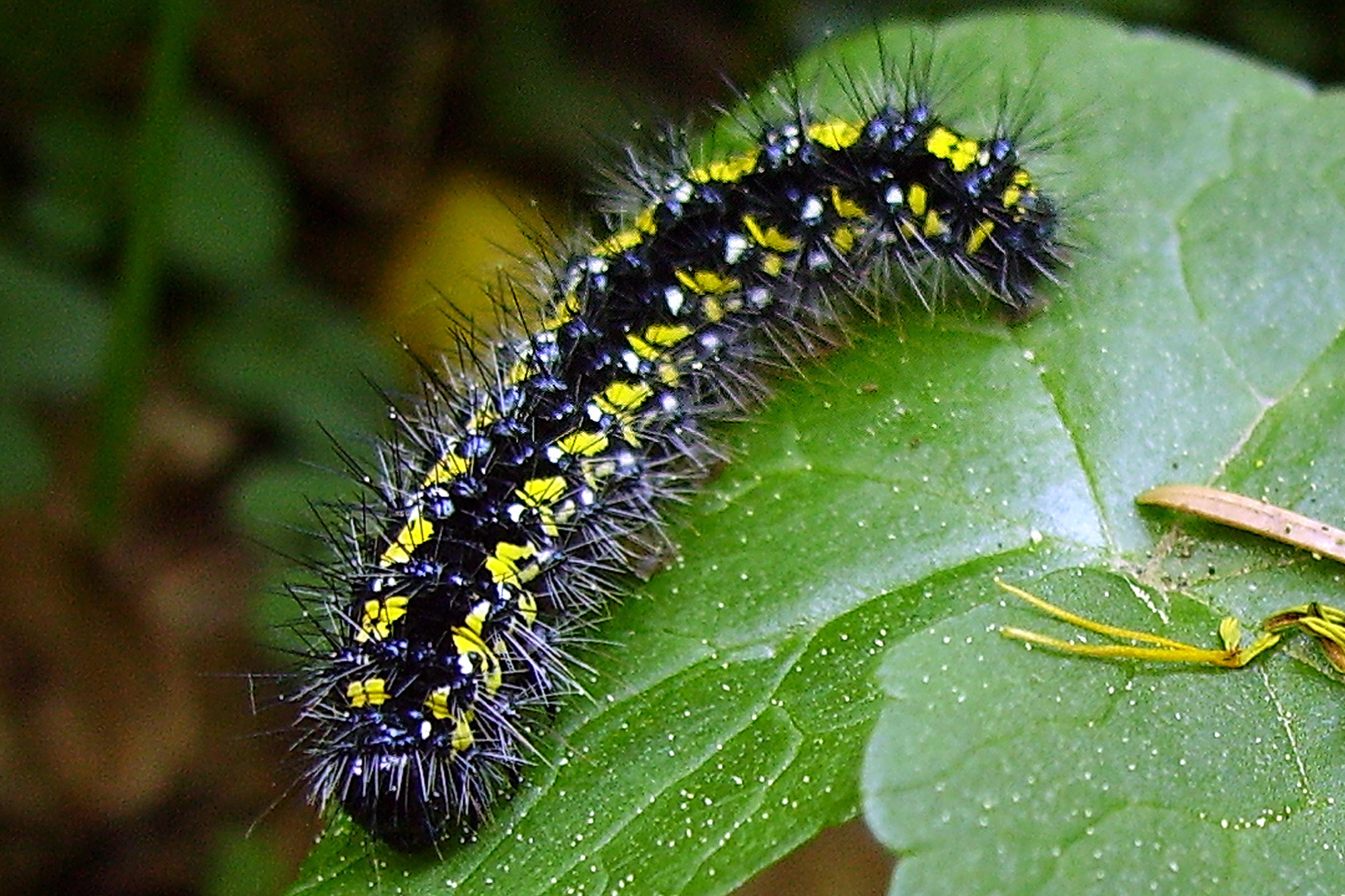
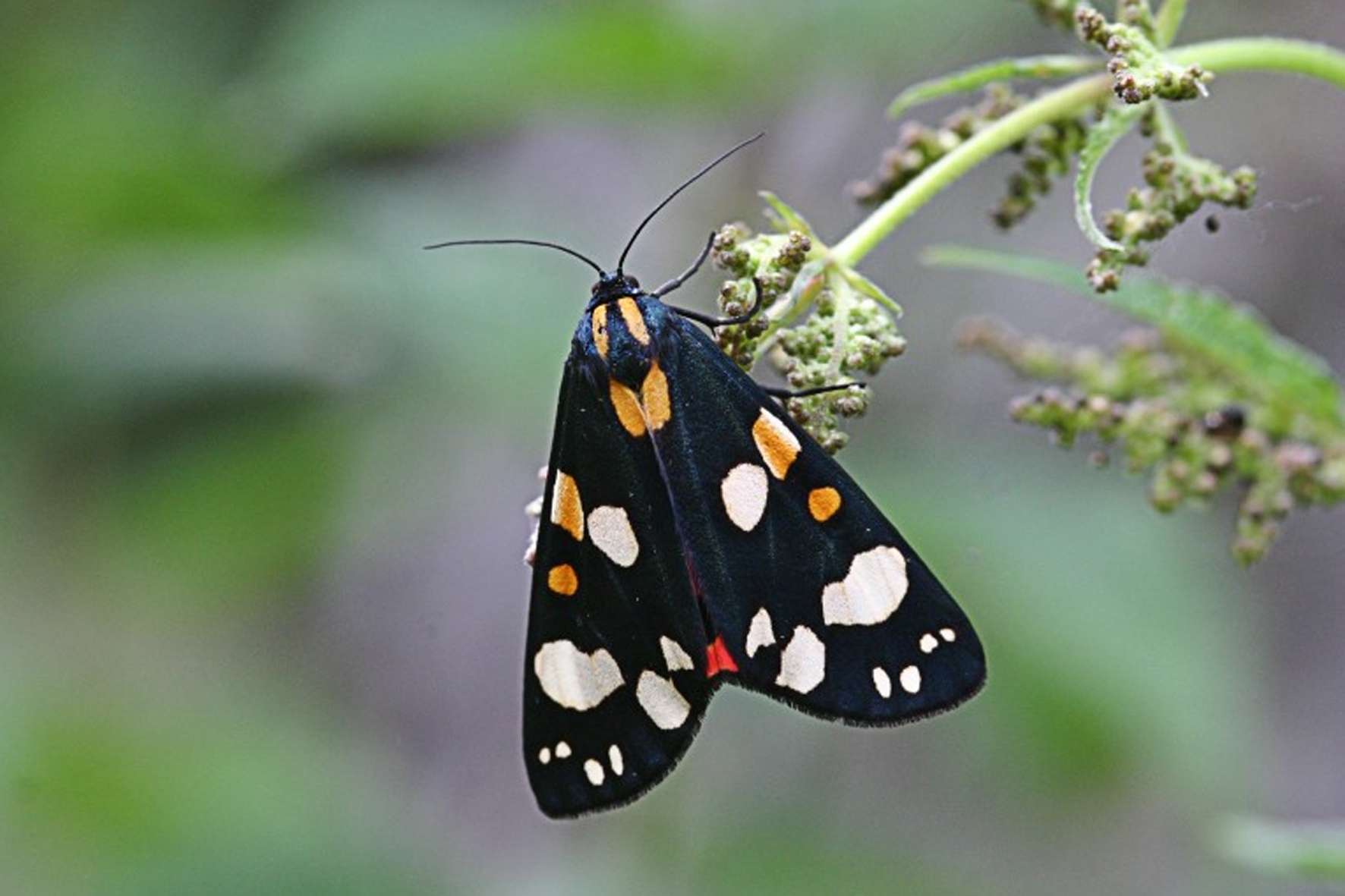
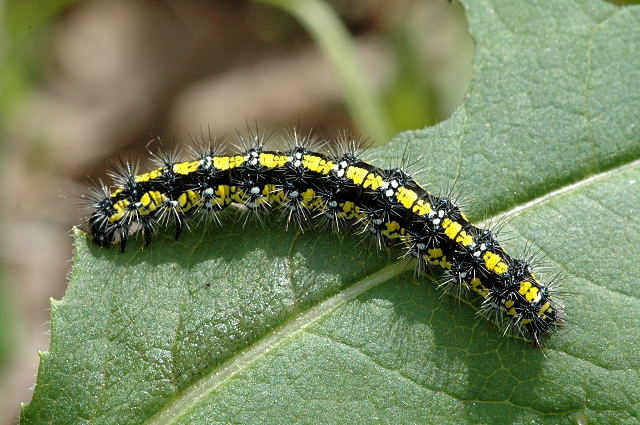
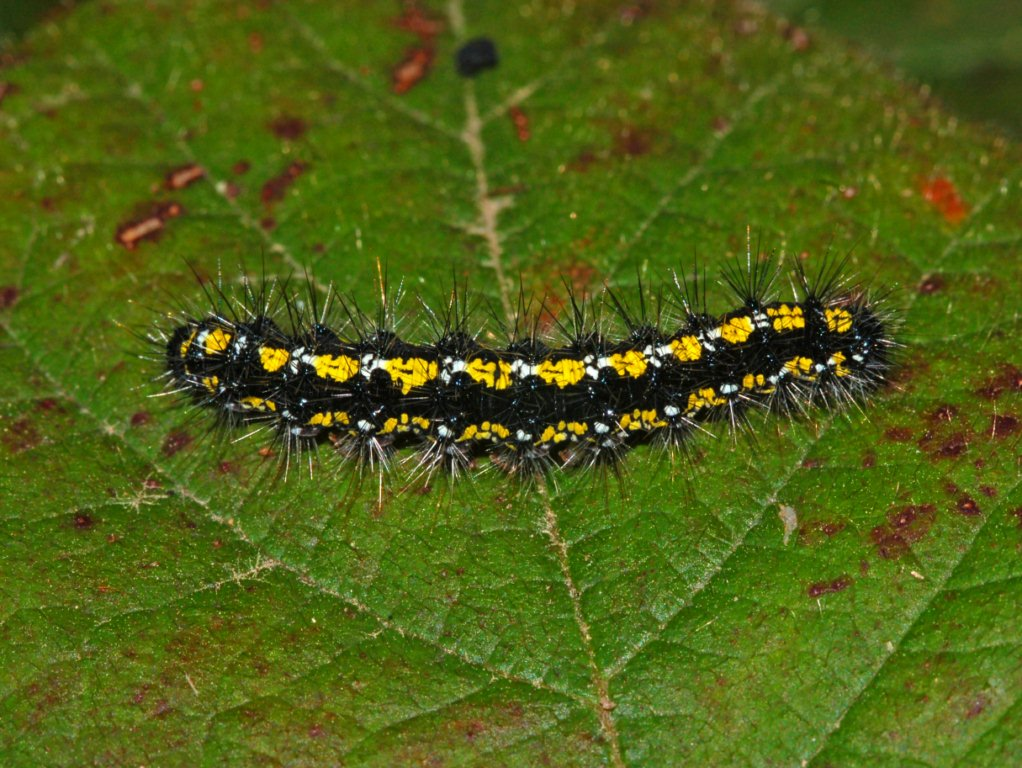
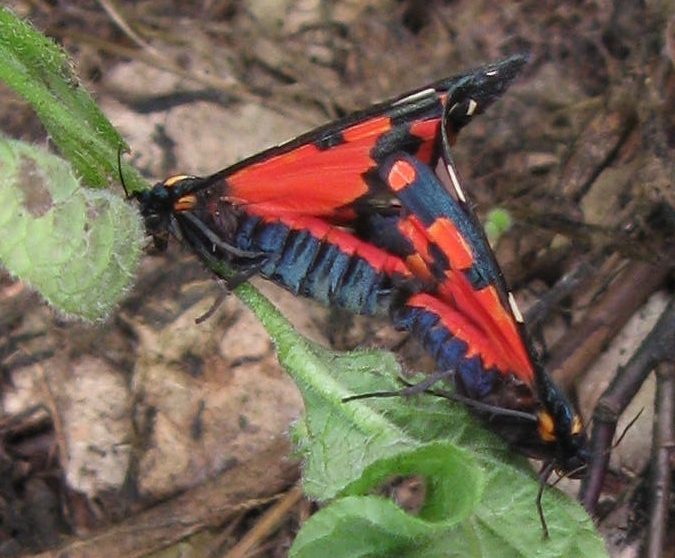
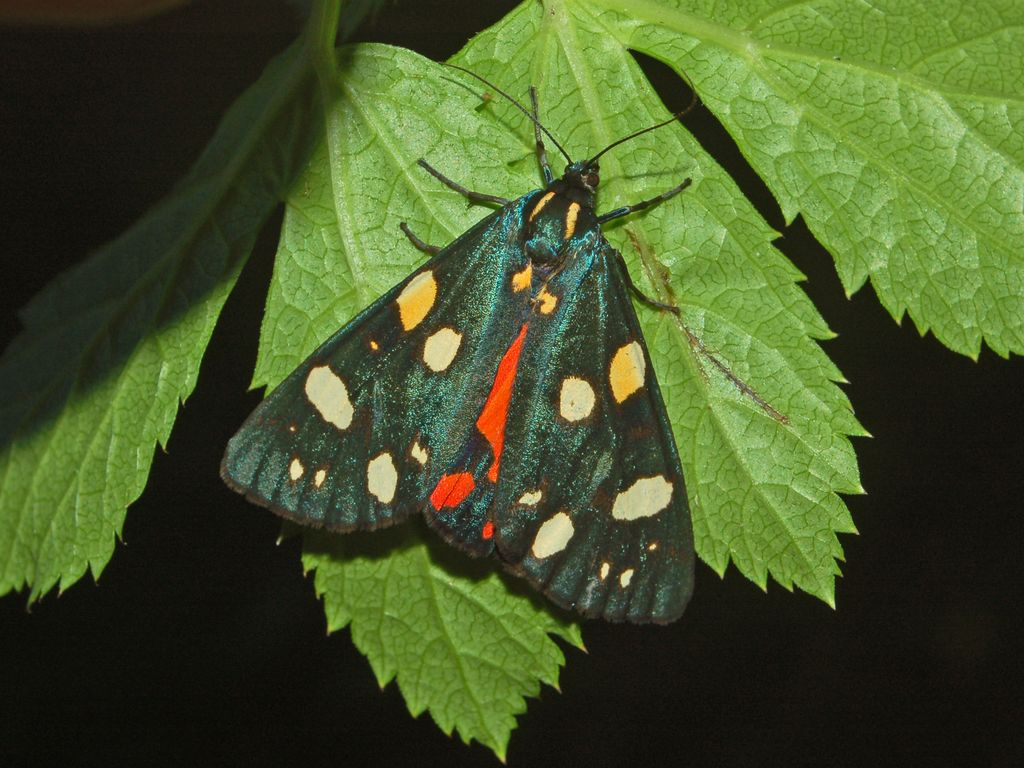